# Batjan
Batjan (modern Bacan) és una illa i antic sultanat d'Indonèsia. Forma part del grup de les Moluques.
Fou un dels primers sultanats musulmans i centre de la propaganda musulmana. Els portuguesos van crear un fortí a l'illa el 1558, però el 1609 el fortí va caure en mans dels neerlandesos. El 1650 va signar un tractat amb la Companyia Neerlandesa de les Índies Orientals i va passar sota el seu control. Els neerlandesos van destruir els arbres que produïen espècies, i va perdre la seva importància. El 1882 una companyia neerlandesa (Companyia de Batjan) va tractar de posar en valor l'illa, però no se'n va sortir. Després del 1889, el sultà fou substituït per un consell de caps sota el control d'un oficial neerlandès.